# Piero de' Medici
Piero de' Medici, supranumit cel Fără Noroc sau Ghinionistul (n. 15 februarie 1472, Florența, Republica Florentină – d. 28 decembrie 1503, Gaeta, Lazio, Regatul Italiei), aparținând Casei de Medici, a fost conducătorul Florenței din 1492 până la exilarea sa în 1494.

## Biografie
Piero de'Medici a fost fiul cel mare al lui Lorenzo de' Medici și al soției sale, Clarice Orsini. A fost fratele mai mare al viitorului papă Leon al X-lea.
A fost educat pentru a-l succeda pe tatăl său și a deveni capul familiei Medici precum și conducător de facto al statului florentin. Cu toate acestea, caracterul său dificil, arogant și indisciplinat s-a dovedit nepotrivit pentru acest rol.
În 1492 Piero a preluat funcția de signor al Florenței. După o scurtă perioadă de un relativ calm în Republica Florentină, echilibrul fragil dintre statele italiene, construit cu mare efort de tatăl său, Piero a distrus pacea în anul 1494 când a luat decizia de a permite regelui Carol al VIII-lea al Franței să treacă Alpii împreună cu oastea sa, pentru a prelua puterea în Regatul de Neapole. Ludovico Sforza (Ludovico il Moro), fostul conducător al Ducatului de Milano, l-a atras pe regele Carol în Italia în scopul de a prelua acest ducat de la nepotul său, Gian Galeazzo Sforza.
După soluționarea problemelor din Milano, Carol al VIII-lea și-a îndreptat atenția spre Neapole. El trebuia să traverseze regiunea Toscana și să lase o parte a armatei sale acolo pentru a-și asigura legătura cu Milano. Piero a încercat să păstreze o poziție neutră, ceea ce a fost inacceptabil pentru Carol, care voia să traverseze Toscana cu orice preț. Piero a vrut să opună rezistență, însă nu a primit suficient sprijin de la nobilii florentini aflați sub influența fanaticului călugăr dominican Girolamo Savonarola.
Piero s-a predat atunci când armata lui Carol s-a apropiat de Florența și a cedat principalele cetăți din Toscana, oferind regelui tot ceea ce acesta pretinsese. Manevrele întreprinse fără succes în situația dată și eșecul lui Piero în negocierea condițiilor impuse de Carol, a provocat scandal în Florența. Familia Medici a fugit, familia Pazzi a fost jefuită. Republica Florentină a fost restaurată, iar familia Medici a fost exilată. Până în 1512 nici un membru al familiei nu s-a întors în Florența.
Piero, însoțit de familia sa, s-a refugiat în Veneția cu ajutorul lui Philippe de Commines. 
Recompense au fost oferite pentru prinderea sa (4000 de florini) și a fratelui său, Giovanni (2000 de florini). Valoroasele opere de artă păstrate în Palatul Medici, inclusiv multe manuscrise rare, au fost parțial distruse sau furate. Doar o parte dintre ele au putut fi salvate și aduse la Roma la sfârșitul anului 1495. Nefericitul Piero nu a trăit să-și vadă familia revenind la putere. El a luptat de partea francezilor împotriva spaniolilor din sudul Italiei. După ce trupele franceze au suferit o înfrângere în Bătălia de la Garigliano în decembrie 1503, Piero a vrut să se refugieze pe malul sudic al râului Garigliano ducând și o parte din armament în siguranță. A încărcat patru tunuri pe barja cu care el și oamenii lui intenționau să treacă râul. Barca s-a răsturnat datorită excesului de greutate și a vântului puternic, iar Piero s-a înecat. Cadavrul său a fost găsit câteva zile mai târziu lângă Gaeta, la gura de vărsare a râului Garigliano. A fost înmormântat în biserica Abației din Montecassino, unde era stareț fratele său, Giovanni. Monumentul mormântului a fost comandat de vărul său, papa Clement al VII-lea, după 1530 arhitectului Antonio da Sangallo, finalizat fiind în 1539.

## Căsătorie și descendenți
În 1488 Piero s-a căsătorit cu Alfonsina Orsini, fiică a contelui Roberto Orsini de Tagliacozzo și a soției sale, Caterina Sanseverino. Cuplul a avut patru copii:
- Lorenzo (n. 9 septembrie 1492), a murit timpuriu;
- Lorenzo al II-lea (4 septembrie 1493 – 4 mai 1519), duce de Urbino;
- Clarice de' Medici (1493 – 3 mai 1528), s-a căsătorit cu Filippo Strozzi cel Tânăr (1488–1538);
- Cosimo (a murit la o vârstă fragedă).